# Leptanilla santschii
Leptanilla santschii is een mierensoort uit de onderfamilie van de Leptanillinae. De wetenschappelijke naam van de soort is voor het eerst geldig gepubliceerd in 1930 door Wheeler, G.C. & Wheeler, E.W..